# Koziegłowy (miasto)
Koziegłowy – miasto w Polsce, w województwie śląskim, w powiecie myszkowskim, siedziba władz gminy miejsko-wiejskiej Koziegłowy.
Koziegłowy uzyskały lokację miejską w 1402 roku, zdegradowane w 1870 roku, ponowne nadanie praw miejskich w 1950 roku. Miasto biskupstwa krakowskiego w księstwie siewierskim w końcu XVI wieku.

## Demografia
Piramida wieku mieszkańców Koziegłów w 2014:

## Transport

### Drogowy
Na zachód od Koziegłów przebiega trasa europejska 75, biegnąca na tym odcinku razem z autostradą A1. Droga łączy drogę ekspresową S6 oraz DW226 we wsi Rusocin, z czeską autostradą D1 w okolicy polskiej wsi Gorzyczki. A1 w województwie śląskim przebiega przez takie miasta jak: Częstochowa, Woźniki, Piekary Śląskie, Bytom, Zabrze, Gliwice, Knurów, Żory i Rybnik.
W zachodniej części Koziegłów biegnie droga krajowa nr 91, łącząca dzielnicę Nowy Port w Gdańsku z DK1 oraz DK86 we wsi Podwarpie. Droga przejeżdża przez takie miasta jak: Gdańsk, Toruń, Włocławek, Łódź, Piotrków Trybunalski, a w województwie śląskim: Częstochowa – Koziegłowy – Siewierz. W Koziegłowach krzyżuje się z DW789.
Przez centrum Koziegłów biegnie droga wojewódzka nr 789, łącząca DW907 nieopodal wsi Brusiek z DK46 w Staromieście. Droga przejeżdża przez takie miasta jak: Kalety – Woźniki – Koziegłowy – Myszków – Żarki.
Przez Koziegłowy przebiegają następujące drogi powiatowe:
- 1012S Koziegłowy (ul. Porajska) – Rosochacz[6]
- 3210S Koziegłowy (ul. Lipowa) – Wojsławice – Cynków – Leśniczówka Strąków – Zendek – Ożarowice[6]

### Lotniczy
Miasto znajduje się w linii prostej ok. 15 km od Międzynarodowego Portu Lotniczego Katowice w Pyrzowicach.

## Nazwa
Miejscowość ma metrykę średniowieczną i założona została w XIV wieku. Wymieniona w 1400 ecclesia in Cozeglowy, 1402 Kozieglowy, 1410 Coszeglowi, Koseglouy, Koszeglowy, 1414 de Koziglow, 1422 Cozeglowi, 1423 Cosegloui, 1437 Cozieglovi, 1449 Kozieglowi, 1553 Cossegloui, 1466 Cozeglovy, 1469 Cosiegloue, 1470-80 Nova Kozyeglowi, Nowa Kozeglowi, 1475 Kozyeglowy, 1508 z miesta Kozeglow, 1527 s Koziehlaw, 1529 Cozyeglow, Kozieglody, Kosyeglovy, 1576 Kozieglowy, 1783 Kozieglowy, 1827 Koziegłowy, 1883 Koziegłowy .
Znacznie wcześniej źródła historyczne wymieniają zamek w Koziegłowach: 1383 Cozeglowy, 1388 Cozieglow, Cozyeglow, Kozeglowi, Kozeglow, 1392 Koseglowi, 1393 Koszeglow, Koziglow, Kozieglovi, 1395 Kozegloui, 1397 Kozieglowi, Kozieglowy, 1398 Cosyelow, 1399 Kozyeglowy, 1400 Gozeglow, 1409 castrum Kozeglowy, 1421 Cozeglowa, Kossgeglowy, Coschyeglovy, Cozieglowa, Coszeglowi, Cozyeglowi, 1431 Coszyeglowy, 1436 Coszyegloui, 1437 castrum Coziegloviensis, Coszegloui, 1438 Cosseglowa, 1439 Cozoglowi, Cossyeglowi.
Nazwę miejscowości w zlatynizowanych formach Kozyeglowy oraz Cozyeglowy wymienia w latach 1470–1480 Jan Długosz w księdze Liber beneficiorum dioecesis Cracoviensis. Nazwa miejscowości należy do grupy nazw patronimicznych od której pochodzi nazwisko Jana Koziegłowskiego wymienianego przez Długosza jako właściciela miejscowości.
Nazwa pochodzi od nazwy osobowej o charakterze przezwiska Kozia Głowa i oznacza głowę zwierzęcia domowego – kozy. Być może została ona użyta w charakterze metaforycznym jako apelatywne zestawienie kozie głowy, które oznacza teren pagórkowaty i pofałdowany. Wówczas o nazwie zaważyłoby położenie geograficzne miasta, które leży w niskiej kotlinie otoczonej z trzech stron górami.

## Historia

Herb Zerwikaptur pierwszego właściciela miejscowości Drogosława z głowami trzech kozłów.

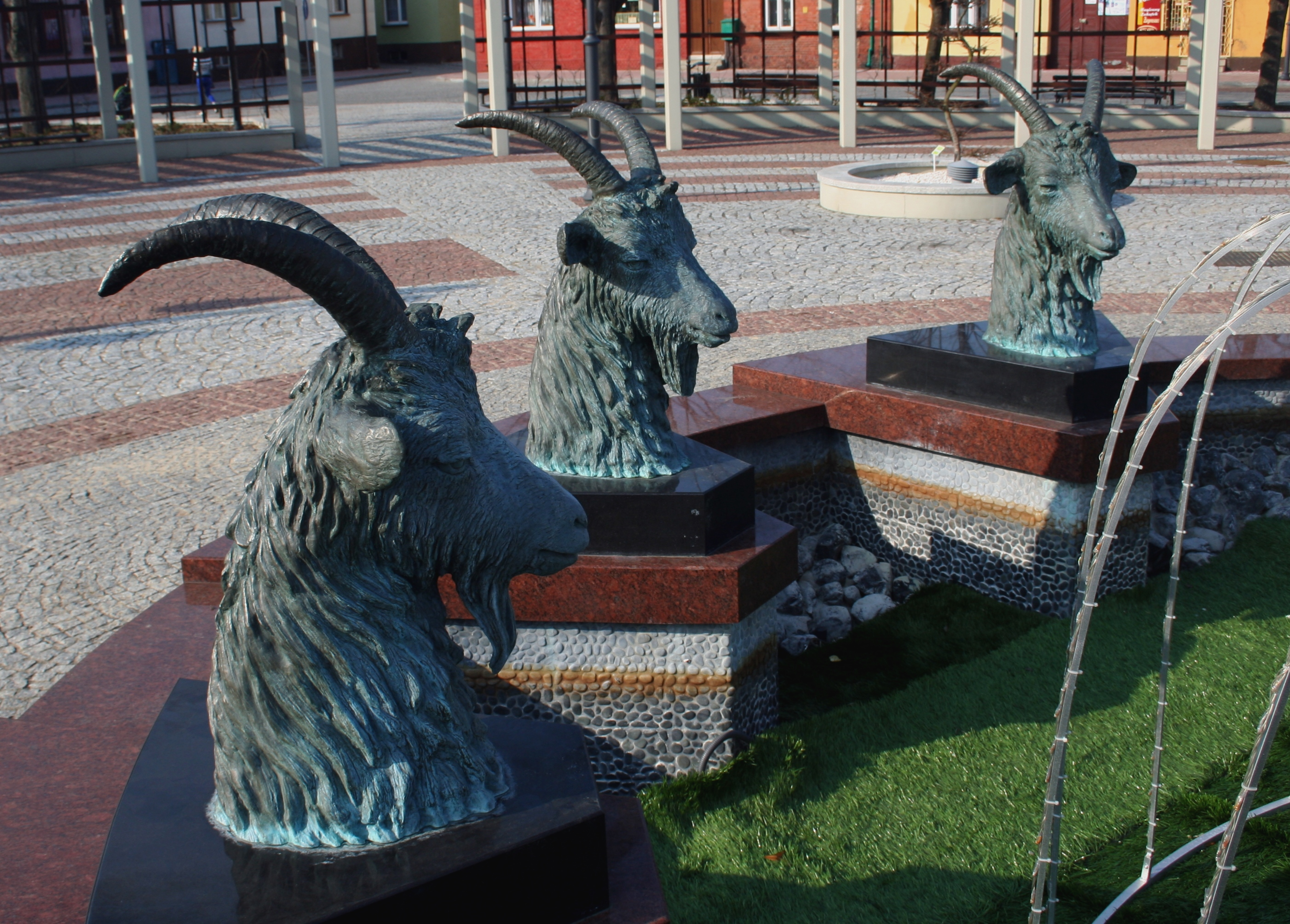
Symbol Koziegłów na miejskim rynku

W 1106 książę polski Bolesław Krzywousty nadał tereny wokół późniejszych Koziegłów rycerzowi Drogosławowi herbu Zerwikaptur zwanego również Koziegłowy. Założył on wieś nazwaną od swojego herbu, na którym umieszczone są głowy trzech kozłów. Kazimierz II Sprawiedliwy odebrał tereny jego spadkobiercom, gdy ci zaczęli parać się rozbójnictwem i napadać na bogate dwory. Rejon Koziegłów przypadł wówczas bratu krakowskiego biskupa Pełki, wojewodzie krakowskiemu Mikołajowi herbu Lis, który rozpoczął budowę warownego koziegłowskiego zamku. Budowla nie zachowała się do dziś.
Miejscowość rozwinęła się z przyzamkowej osady. W 1426 w miejscowości przebywał król polski Władysław Jagiełło. W 1434 wieś uległa spaleniu w pożarze. Miasto w Koziegłowach zostało lokowane w XV wieku na planie regularnym. W latach 1470–1480 miejscowość stanowiła własność Jana Koziegłowskiego herbu Lis, który w 1472 uzyskał dla wsi prawo miejskie na wzór prawa magdeburskiego .
Od XV wieku w mieście notowana była miejscowa szkoła parafialna. W 1472 historyczne dokumenty zanotowały w języku łacińskim rektora szkoły i pisarza zamkowego Jana (minister schole necnon notarius castri), W 1502 stanowisko rektora objął mieszczanin koziegłowski Stanisław Szoligia, który pełnił jednocześnie funkcję pisarza właściciela miasta Krystyna II z Kozichgłów. W 1598 odnotowano dom rektora koziegłowskiej szkoły. Jej zamożni absolwenci podejmowali również studia na Uniwersytecie Jagiellońskim. Dokumenty historyczne odnotowały studentów tej uczelni pochodzących z Kozichgłów: w 1427 Piotr syna Macieja, 1460 Jan Koziegłowski, 1469 Stanisław syn Piotra. 1504 Więcesław syn Jerzego, 1515 Stanisław syn Piotra, Marcin syn Andrzeja, 1517 Sebastian syn Stanisława, 1520 Michał syn Mikołaja .
W mieście rozwijał się również handel oraz rzemiosło. Historyczne dokumenty podatkowe wymieniają w latach 1470–1480 5 młynów, w tym 2 z ziemią rolną. W 1472 zanotowano młyn miejski oraz młyn słodowy mielący słód na gorzałkę i piwo, 14 jatek mięsnych, 12 kramów piekarskich i 12 kramów solnych. W mieście pracowali młynarze, rzeźnicy, piekarze, szewcy. Dokumenty dwukrotnie odnotowały w 1479 i 1536 kuźnicę miejską zwaną Bolerowską. W 1550 w mieście zanotowano wyszynk piwa oraz innych napojów, a także postrzygalnię sukna, farbiarnię i skład świec. W 1550 w Koziegłowach za zgodą biskupa krakowskiego Samuela Maciejowskiego odbudowano także spalony ratusz miejski po raz pierwszy zanotowany w 1472, który pokryto dwuspadowym dachem .
Od XVI wieku w mieście funkcjonowała komora celna, w której przykładowo: w 1519 pobrano cło od 153 wozów żelaza koziegłowskiego, a w 1541 pognano przez nią 176 wołów, 100 sztuk bydła, 12 koni, a także przewieziono 178 kamieni wosku, 10 beczek śledzi, 19 beczek miodu. 390 skór wołowych oraz 540 skór mniejszych .
Do 1519 miasto było stolicą tzw. „baronatu koziegłowskiego” będącego w posiadaniu rodu Lisów (klucz koziegłowski). W 1519 r. rycerz Krystyn IV herbu Lis sprzedał miasto z zamkiem i okolicznymi dobrami biskupowi krakowskiemu – księciu siewierskiemu Janowi Konarskiemu i od tego czasu miasto i zamek wchodziły w skład dóbr książęcych w Księstwie siewierskim, w ramach którego funkcjonowało do XVIII w. W 1790 r. Księstwo Siewierskie zostało formalnie wcielone do Rzeczypospolitej. 27 kwietnia 1792 r. król Stanisław August Poniatowski wydał przywilej dla miasta potwierdzający wcześniejsze przywileje biskupów krakowskich.
W 1747 biskup Jędrzej Załuski zabronił mieszkać w mieście żydom w wyniku czego do 1880 nie zanotowano w nim ani jednego wyznawcy judaizmu.

### Zabory
W 1795 r. Koziegłowy znalazły się w zaborze pruskim. Po zwycięskim dla Polaków drugim powstaniu wielkopolskim jakie odbyło się w 1806 miejscowość w latach 1807–1815 znalazła się w granicach Księstwa Warszawskiego. W tym okresie miasto wystawiło oddział gwardii narodowej, który pod rozkazami Henryka Dąbrowskiego bił się w czasie wojen napoleońskich.
Po klęsce Napoleona Bonaparte od 1815 decyzją kongresu wiedeńskiego dokonano podziału Księstwa Warszawskiego i miejscowość znalazła się w zaborze rosyjskim. Miasto położone było kilka wiorst od granicy ze Śląskiem pruskim. Mieszkańcy brali czynny udział w dwóch zrywach niepodległościowych przeciw rosyjskiemu zaborcy, w latach 1830–1831 w powstaniu listopadowym oraz w latach 1863–1864 w styczniowym. W 1870 w ramach represji za udział mieszkańców w powstaniu zaborcze władze rosyjskie odebrały Koziegłowom prawa miejskie.
W XIX wieku ludność trudniła się rolnictwem, rzemiosłem oraz przemysłem sukienniczym. W 1860 w mieście pracowało 10 sukienników. W 1827 w miejscowości znajdowało się 290 domów zamieszkanych przez 1577 mieszkańców. W 1860 293 domy w tym 8 murowanych z 1828 mieszkańcami.
Miasto wymienione zostało w powiecie będzińskim w gminie Rudnik Wielki, parafia Koziegłowy w XIX-wiecznym Słowniku geograficznym Królestwa Polskiego. W 1883 w mieście znajdowało się 301 domów zamieszkiwanych przez 2149 mieszkańców. W miejscowości znajdował się parafialny, murowany kościół katolicki, szpital, dom schronienia dla 5 starców i kalek, szkoła początkowa, sąd gminny okręgu IV, urząd gminny. W mieście znajdował się piec wapienny do wypalania wapna. Miasto liczyło w sumie 1791 morg ziemi miejskiej w tym 1539 rolnej.

### I wojna światowa
W czasie I wojny światowej w latach 1914–1918 Koziegłowy były okupowane przez wojska pruskie. Po jej zakończeniu miasto znalazło się w granicach II Rzeczypospolitej w składzie województwa kieleckiego.

### II wojna światowa
Od września 1939 r. Koziegłowy znajdowały się pod okupacją niemiecką, w tym czasie w 1942 r. Niemcy wywieźli około 200 miejscowych Żydów do obozu w Auschwitz. 20 stycznia 1945 r. Koziegłowy zostały zajęte przez wojska sowieckie.

### Okres powojenny
Po zakończeniu wojny miasto w 1945 wraz z powiatem zawierciańskim weszły do nowo tworzonego województwa śląskiego, późniejszego województwa katowickiego. W 1949 lub 1950 Koziegłowy odzyskały prawa miejskie. Do 1954 miasto było siedzibą dwóch gmin: Koziegłowy i gminy Rudnik Wielki. 1 stycznia 1956 weszło w skład nowo utworzonego powiatu myszkowskiego.
W 1961 liczyło 26,24 km² powierzchni oraz 3092 mieszkańców. 80% mieszkańców pracowało głównie w rolnictwie, a także zajmowało się przemysłem ludowym: wyrobem plecionych kapeluszy, koszyków, sztucznych kwiatów, dywaników oraz ozdób choinkowych. W mieście funkcjonowały szkoły podstawowe oraz liceum. W roku 1974 urodziła się w Koziegłowach Wioletta Grzegorzewska, pisarka nominowana do Nagrody Nike oraz do Międzynarodowej Nagrody Bookera, znana na świecie jako Wioletta Greg. W 1993 w miejscowości zginęli w wypadku samochodowym działacze NSZZ Solidarność w tym przewodniczący Regionu Śląsko-Dąbrowskiego Grzegorz Kolosa.

## Zabytki

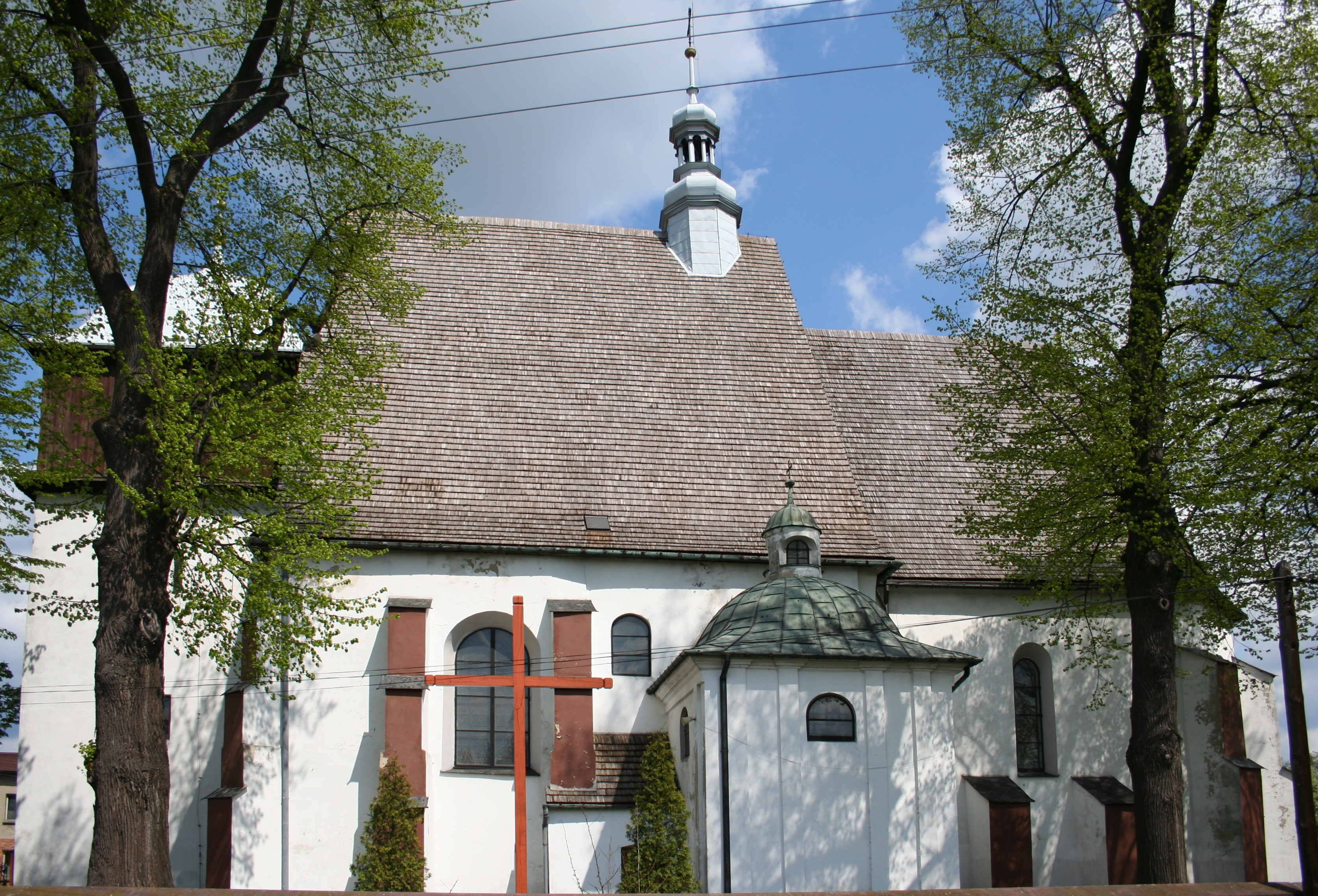
Kościół św. Marii Magdaleny
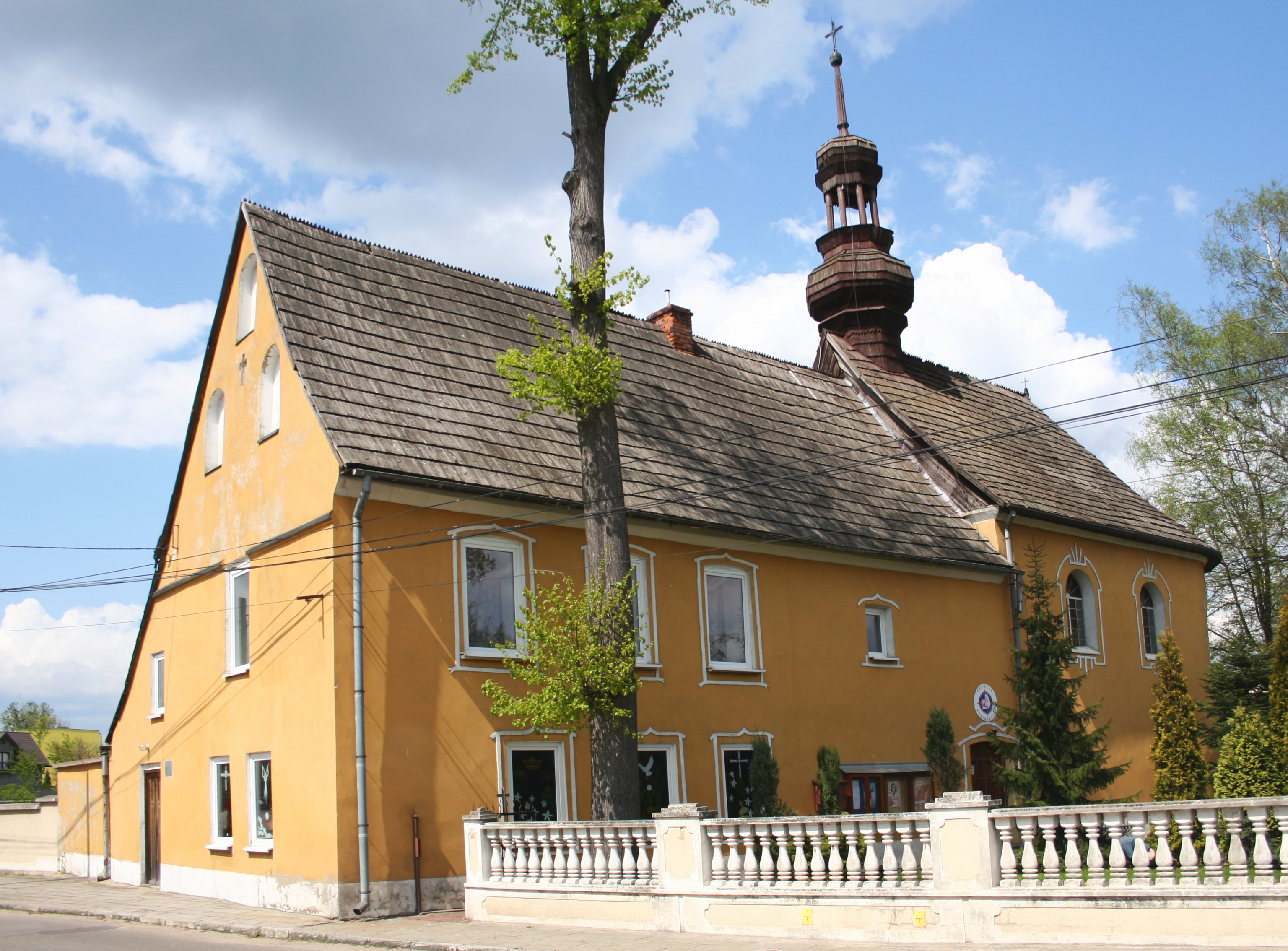
Kościół św. Barbary
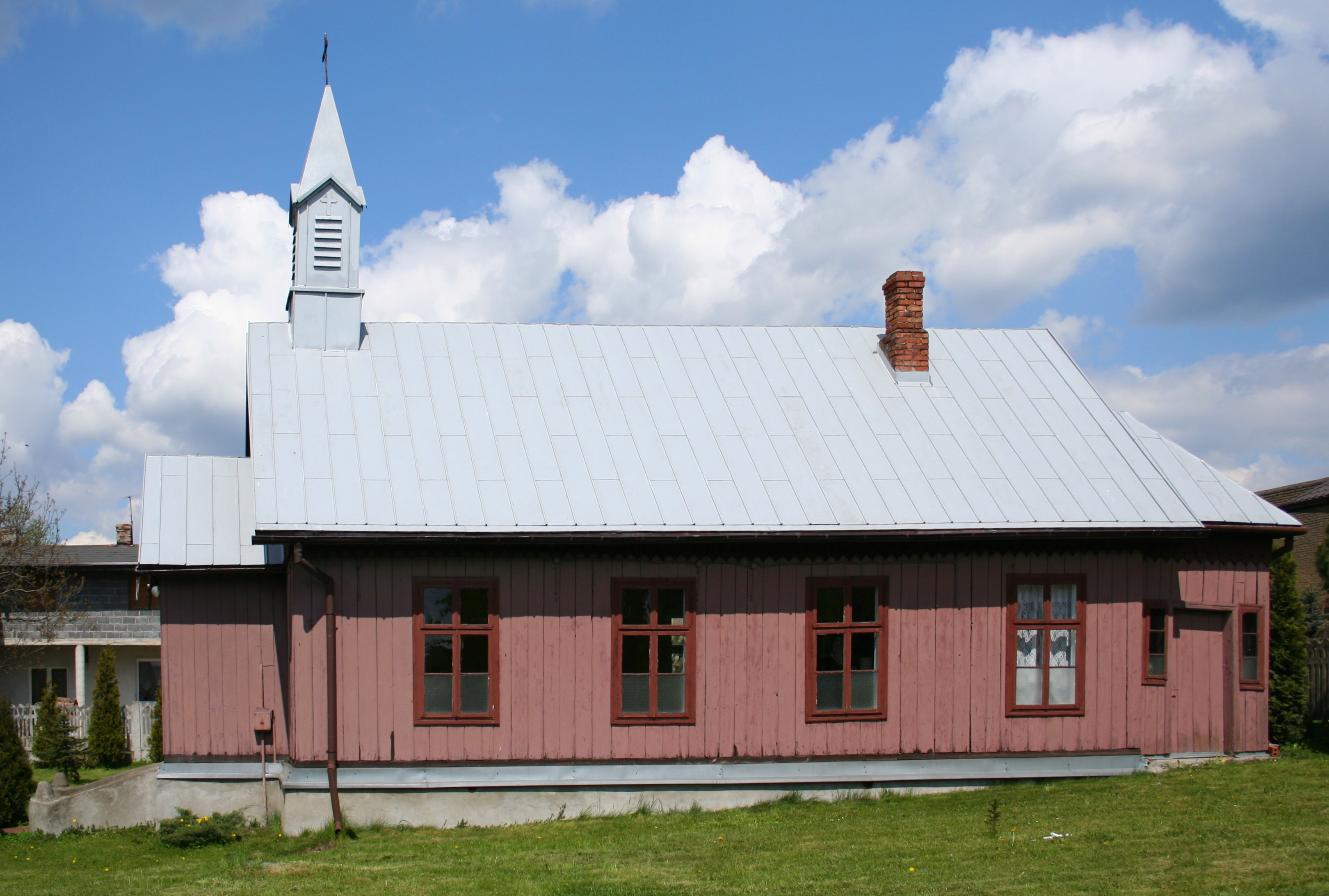
Kościół starokatolicki mariawitów
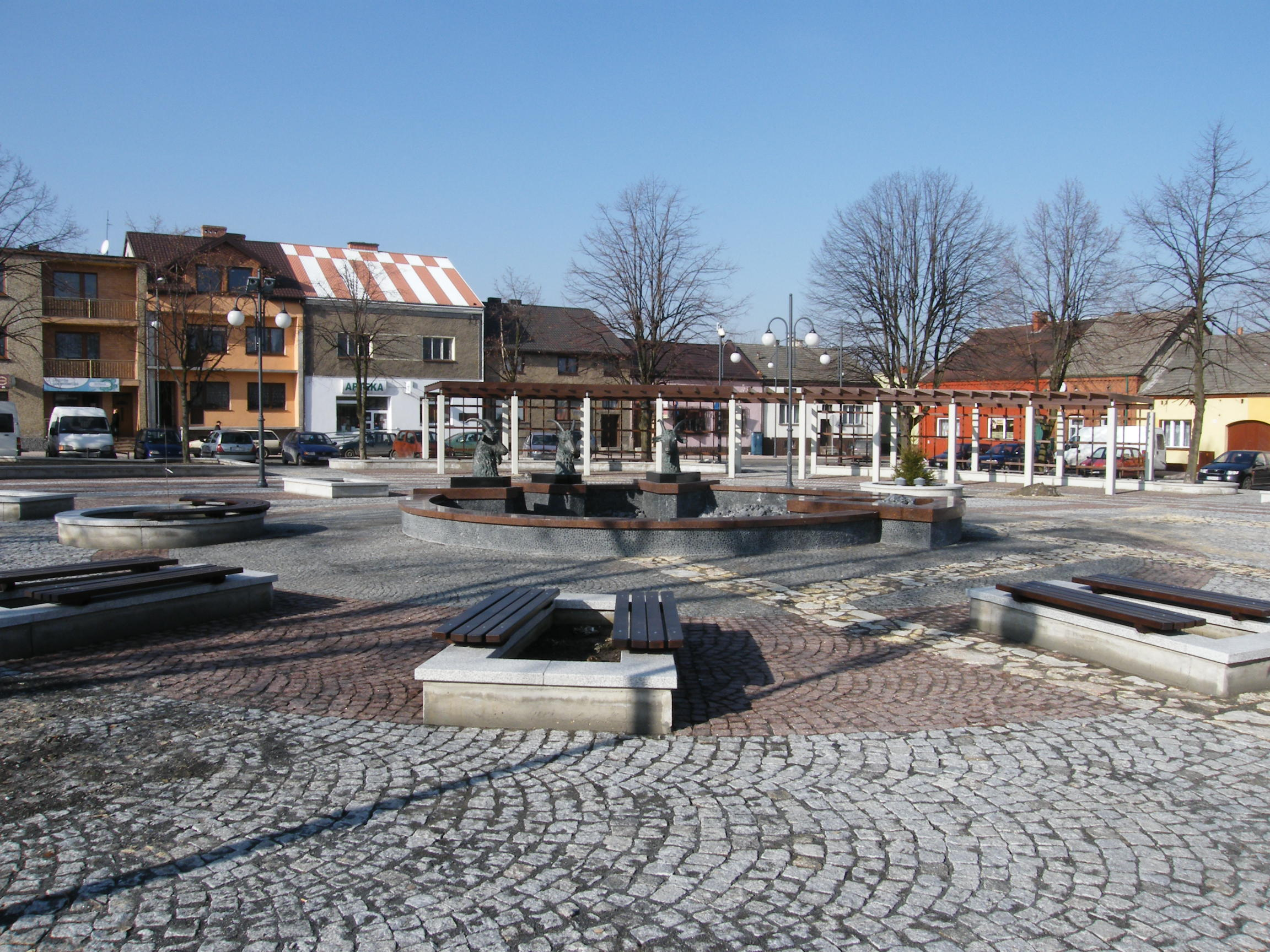
Rynek po rewitalizacji w 2010
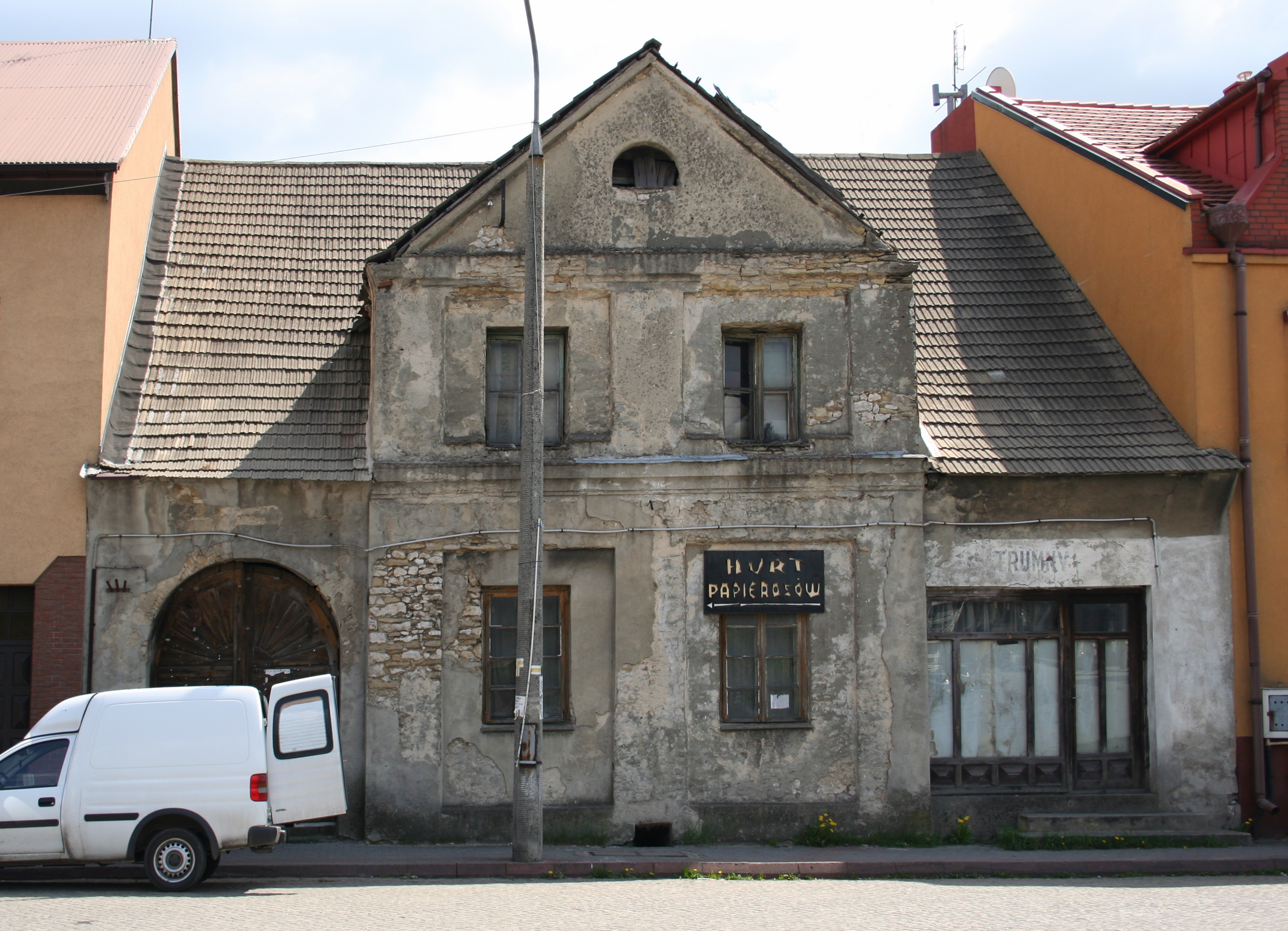
Kamienica Rynek 4 z I poł. XIX w.

- Kościół św. Marii Magdaleny z gotyckim prezbiterium z XV wieku i barokową nawą z 1679 r.
  - kaplica św. Stanisława (kaplica grobowa Kaweckich) ufundowana w XVII wieku przez starostę Stanisława Kaweckiego
  - rzeźby gotyckie Matki Boskiej i Jana Chrzciciela
  - obraz Matki Boskiej z 1694 r.
  - nagrobek starosty Aleksandra Denisa z 1616 r.
  - nagrobek starosty Stanisława Kaweckiego z 1673 r.
  - malowidła gotyckie z około 1470 r.
- Kościół św. Ducha (szpitalny) z 2 poł. XVII w stylu barokowym, fundacji Kaweckich, nr rej.: 106/78 z 18.03.1960 oraz 420/60 z 18.03.1960
  - przytułek z 2 poł. XVII, XIX, nr rej.: 107/78 z 2.08.1972 oraz 1190/72 z 2.08.1972
- Plebania z 1802 r., nr rej.: 1189/72 z 2.08.1972
- Kamienica z 1 poł. XIX w., Rynek 4, nr rej.: 1192/72 z 2.08.1972
- Kościół mariawitów z początku XX wieku, parafialny
- Ruiny zamku – ziemne pozostałości po zamku rodu Lisów z XIV w.
- Układ urbanistyczny w ramach historycznego założenia miejskiego, nr rej.: R/409/53 z 31.03.1953
- Pałac Biskupów Krakowskich z przełomu XVII/XVIII w., częściowo odbudowany w latach 2013–2015

## Wspólnoty wyznaniowe
Na terenie Koziegłów działają dwie parafie:
- rzymskokatolicka – pw. św. Marii Magdaleny;
- starokatolicka mariawitów – pw. św. Paschalisa Baylón (ul. Cegielniana 4).

## Przemysł
- przemysł spożywczy – przetwórnia ryb „Sona”,
- produkcja wód gazowanych „Dar Natury”, „Jurajska” i „Dobrawa”,
- duże skupisko firm produkujących choinki z tworzyw sztucznych.

## Ciekawostka
W teleturnieju "Milionerzy" w dniu 10.05.2023. było pytanie za 40 tys. zł.: Mogą grasować i mogą grasejować. Należało wybrać odpowiedź D - koziegłowianki.
Koziegłowianka to mieszkanka miejscowości Koziegłowy leżącej pod Częstochową. (Są także 4 wsie).
Zatem grasować i grasejować, czyli wymawiać spółgłoskę 'r' z wibracją języczka, mogą koziegłowianki.